# Riverside Century Plaza Main Tower
La Riverside Century Plaza Main Tower est un gratte-ciel de 275 mètres construit en 2015 dans la ville de Wuhu en Chine. Il devait à l'origine comporter une antenne qui aurait élevé sa hauteur à 318 mètres.